# Norddeutsche Fußballmeisterschaft 1926/27

Holstein Kiel konnte den norddeutschen Meistertitel erfolgreich verteidigen.

Die norddeutsche Fußballmeisterschaft 1926/27 war die 21. vom Norddeutschen Sport-Verband ausgetragene Fußballmeisterschaft. Sieger wurde Holstein Kiel im Endrundenturnier mit einem Punkt Vorsprung vor dem Hamburger SV. Durch diesen Sieg qualifizierte sich die Kieler für die deutsche Fußballmeisterschaft 1926/27, bei der sie nach einem deutlichen 9:1-Sieg über Titania Stettin das Viertelfinale erreichten. Dort trafen sie auf den späteren Finalisten Hertha BSC und schieden durch eine 2:4-Niederlage aus. Der Hamburger SV gewann durch einen 4:0-Sieg über Altona 93 die Vizemeisterschaft und durfte somit ebenfalls an der deutschen Fußballmeisterschaft teilnehmen. Genau wie Kiel war auch für Hamburg im Viertelfinale Schluss, die Mannschaft unterlag dem späteren Turniersieger 1. FC Nürnberg auf dem Sportplatz Hoheluft mit 1:2.

## Modus und Übersicht
Erneut fand der Spielbetrieb zuerst in den sechs regionalen Bezirken Groß-Hamburg, Lübeck-Mecklenburg, Nordhannover, Schleswig-Holstein, Südhannover-Braunschweig und Weser/Jade statt. Bis auf die Bezirksligen in Lübeck-Mecklenburg und Nordhannover waren die restlichen Bezirksligen nochmals in zwei Staffeln unterteilt. Die Bezirksmeister und, bis auf Lübeck-Mecklenburg und Nordhannover, ebenfalls die Bezirksvizemeister, qualifizierten sich für die norddeutsche Endrunde.
| Bezirk                   | Meister               | Vizemeister            |
| ------------------------ | --------------------- | ---------------------- |
| Groß-Hamburg             | Hamburger SV          | Altona 93              |
| Lübeck-Mecklenburg       | Lübecker BV Phönix    |                        |
| Nordhannover             | Viktoria Wilhelmsburg |                        |
| Schleswig-Holstein       | Holstein Kiel         | FVgg Kilia Kiel        |
| Südhannover-Braunschweig | Hannover 96           | Eintracht Braunschweig |
| Weser-Jade               | VfB Komet Bremen      | SV Werder Bremen       |

## Bezirksliga Groß-Hamburg
Die Bezirksliga Groß-Hamburg war in dieser Spielzeit erneut in die Gruppen Alsterkreis und Elbekreis unterteilt. Die Sieger beider Staffeln qualifizierten sich für das Finale um die Fußballmeisterschaft Groß-Hamburgs, beide Vereine waren ebenfalls für die norddeutsche Endrunde qualifiziert.

### Alsterkreis
| Pl. | Verein                 | Sp. | S  | U | N  | Tore    | Quote | Punkte |
| --- | ---------------------- | --- | -- | - | -- | ------- | ----- | ------ |
| 1.  | Hamburger SV (M)       | 14  | 13 | 0 | 1  | 079:170 | 4,65  | 26:20  |
| 2.  | SC Victoria Hamburg    | 14  | 12 | 0 | 2  | 058:230 | 2,52  | 24:40  |
| 3.  | SpVgg Polizei Hamburg  | 14  | 5  | 2 | 7  | 044:320 | 1,38  | 12:16  |
| 4.  | Eimsbütteler TV        | 14  | 5  | 2 | 7  | 031:490 | 0,63  | 12:16  |
| 5.  | SV St. Georg           | 14  | 5  | 1 | 8  | 031:400 | 0,78  | 11:17  |
| 6.  | SC Sperber Hamburg (N) | 14  | 5  | 1 | 8  | 035:560 | 0,63  | 11:17  |
| 7.  | Wandsbeker FC          | 14  | 4  | 1 | 9  | 021:460 | 0,46  | 09:19  |
| 8.  | Concordia Wandsbek     | 14  | 3  | 1 | 10 | 025:610 | 0,41  | 07:21  |

| (M) | Titelverteidiger Groß-Hamburg |
| (N) | Aufsteiger                    |

### Elbekreis
| Pl. | Verein                      | Sp. | S  | U | N  | Tore    | Quote | Punkte |
| --- | --------------------------- | --- | -- | - | -- | ------- | ----- | ------ |
| 1.  | Altona 93                   | 14  | 11 | 1 | 2  | 066:240 | 2,75  | 23:50  |
| 2.  | Union 03 Altona             | 14  | 11 | 1 | 2  | 060:160 | 3,75  | 23:50  |
| 3.  | St. Pauli Sportverein       | 14  | 9  | 1 | 4  | 048:300 | 1,60  | 19:90  |
| 4.  | Rothenburgsorter FK 1908    | 14  | 5  | 4 | 5  | 025:260 | 0,96  | 14:14  |
| 5.  | Ottensener SV 07            | 14  | 5  | 1 | 8  | 038:490 | 0,78  | 11:17  |
| 6.  | SpVgg Blankenese            | 14  | 4  | 1 | 9  | 036:500 | 0,72  | 09:19  |
| 7.  | FC Teutonia 05 Ottensen (N) | 14  | 3  | 1 | 10 | 031:670 | 0,46  | 07:21  |
| 8.  | SC Nienstedten 1907         | 14  | 2  | 2 | 10 | 016:580 | 0,28  | 06:22  |

| (N) | Aufsteiger |

Entscheidungsspiel Platz 1:
|           | Ergebnis |                 |
| --------- | -------- | --------------- |
| Altona 93 | 3:1      | Union 03 Altona |

### Finalspiel Groß-Hamburg
|                                   | Ergebnis |                              |
| --------------------------------- | -------- | ---------------------------- |
| Hamburger SV (Sieger Alsterkreis) | 2:0      | Altona 93 (Sieger Elbekreis) |

## Bezirksliga Lübeck-Mecklenburg
Die Bezirksliga Lübeck-Mecklenburg wurde in dieser Spielzeit erneut in einer Staffel mit acht Mannschaften ausgetragen. Titelverteidiger Lübecker BV Phönix wurde erneut, diesmal sogar ungeschlagen, Bezirksmeister.
| Pl. | Verein                  | Sp. | S  | U | N  | Tore    | Quote | Punkte |
| --- | ----------------------- | --- | -- | - | -- | ------- | ----- | ------ |
| 1.  | Lübecker BV Phönix (M)  | 14  | 14 | 0 | 0  | 075:170 | 4,41  | 28:0   |
| 2.  | Schweriner FC 03        | 14  | 11 | 0 | 3  | 060:220 | 2,73  | 22:60  |
| 3.  | VfL Schwerin            | 14  | 8  | 0 | 6  | 044:350 | 1,26  | 16:12  |
| 4.  | VfR Lübeck              | 14  | 5  | 1 | 8  | 042:450 | 0,93  | 11:17  |
| 5.  | FC Germania 1904 Wismar | 14  | 5  | 1 | 8  | 027:420 | 0,64  | 11:17  |
| 6.  | Lübecker SV 1913        | 14  | 5  | 0 | 9  | 032:510 | 0,63  | 10:18  |
| 7.  | Oldesloer SV            | 14  | 5  | 0 | 9  | 025:560 | 0,45  | 10:18  |
| 8.  | Rostocker SC 1895       | 14  | 2  | 0 | 12 | 030:670 | 0,45  | 04:24  |

| (M) | Titelverteidiger Lübeck-Mecklenburg |

## Bezirksliga Nordhannover
Die Bezirksliga Nordhannover wurde, wie im Vorjahr, in einer Staffel mit acht Mannschaften ausgetragen. Da zur kommenden Spielzeit die Bezirksliga auf zwei Staffeln mit insgesamt zwölf Mannschaften erweitert wurde, gab es in dieser Spielzeit keinen Absteiger.
| Pl. | Verein                | Sp. | S  | U | N  | Tore    | Quote | Punkte |
| --- | --------------------- | --- | -- | - | -- | ------- | ----- | ------ |
| 1.  | Viktoria Wilhelmsburg | 14  | 10 | 3 | 1  | 052:230 | 2,26  | 23:50  |
| 2.  | VfR Harburg (M)       | 14  | 8  | 3 | 3  | 045:280 | 1,61  | 19:90  |
| 3.  | SV Harburg 1924       | 14  | 7  | 3 | 4  | 046:370 | 1,24  | 17:11  |
| 4.  | Wilhelmsburger FV 09  | 14  | 8  | 0 | 6  | 040:420 | 0,95  | 16:12  |
| 5.  | Borussia Harburg      | 14  | 6  | 3 | 5  | 037:290 | 1,28  | 15:13  |
| 6.  | SC Wilstorf 1910 (N)  | 14  | 5  | 1 | 8  | 032:500 | 0,64  | 11:17  |
| 7.  | FC Normannia Harburg  | 14  | 2  | 2 | 10 | 025:430 | 0,58  | 06:22  |
| 8.  | SC Uelzen 09          | 14  | 2  | 1 | 11 | 029:540 | 0,54  | 05:23  |

| (M) | Titelverteidiger Nordhannover |
| (N) | Aufsteiger                    |

## Bezirksliga Schleswig-Holstein
Die Bezirksliga Schleswig-Holstein wurde erneut in den Staffel Eider und Förde unterteilt. Beide Staffelsieger waren für die norddeutsche Endrunde qualifiziert, trafen aber zusätzlich in einem Finale aufeinander, um den schleswig-holsteinischen Bezirksmeister zu ermitteln.

### Staffel Eider
| Pl. | Verein                  | Sp. | S | U | N | Tore    | Quote | Punkte |
| --- | ----------------------- | --- | - | - | - | ------- | ----- | ------ |
| 1.  | FVgg Kilia Kiel         | 10  | 8 | 1 | 1 | 040:130 | 3,08  | 17:30  |
| 2.  | VfB Union-Teutonia Kiel | 10  | 6 | 3 | 1 | 042:210 | 2,00  | 15:50  |
| 3.  | Borussia Gaarden        | 10  | 5 | 3 | 2 | 025:180 | 1,39  | 13:70  |
| 4.  | RSV Eintracht Kiel      | 10  | 2 | 2 | 6 | 011:330 | 0,33  | 06:14  |
| 5.  | VfR Neumünster          | 10  | 2 | 1 | 7 | 016:300 | 0,53  | 05:15  |
| 6.  | Preußen 1909 Itzehoe    | 10  | 1 | 2 | 7 | 009:280 | 0,32  | 04:16  |

### Staffel Förde
| Pl. | Verein                      | Sp. | S | U | N | Tore    | Quote | Punkte |
| --- | --------------------------- | --- | - | - | - | ------- | ----- | ------ |
| 1.  | Holstein Kiel (NM)(M)       | 10  | 8 | 1 | 1 | 054:160 | 3,38  | 17:30  |
| 2.  | SV Hohenzollern-Hertha Kiel | 10  | 7 | 0 | 3 | 032:250 | 1,28  | 14:60  |
| 3.  | Olympia Neumünster          | 10  | 4 | 2 | 4 | 022:170 | 1,29  | 10:10  |
| 4.  | Kieler FV 1923              | 10  | 4 | 1 | 5 | 022:270 | 0,81  | 09:11  |
| 5.  | Gaardener BV 1923           | 10  | 3 | 1 | 6 | 012:330 | 0,36  | 07:13  |
| 6.  | VfL Nordmark Flensburg      | 10  | 1 | 1 | 8 | 015:390 | 0,38  | 03:17  |

| (NM) | norddeutscher Titelverteidiger      |
| (M)  | Titelverteidiger Schleswig-Holstein |

### Finalspiel Schleswig-Holstein
|                                      | Ergebnis |                                        |
| ------------------------------------ | -------- | -------------------------------------- |
| Holstein Kiel (Sieger Staffel Förde) | 5:1      | FVgg Kilia Kiel (Sieger Staffel Eider) |

## Bezirksliga Südhannover-Braunschweig
Die Bezirksliga Südhannover-Braunschweig war in dieser Spielzeit erneut in zwei Staffeln unterteilt. Die beiden Staffelsieger qualifizierten sich für die norddeutsche Endrunde, ermittelten in einem Finale noch zusätzlich den Bezirksmeister Südhannover-Braunschweig.

### Staffel 1
| Pl. | Verein                      | Sp. | S  | U | N  | Tore    | Quote | Punkte |
| --- | --------------------------- | --- | -- | - | -- | ------- | ----- | ------ |
| 1.  | Hannover 96                 | 14  | 10 | 3 | 1  | 039:260 | 1,50  | 23:50  |
| 2.  | SV Arminia Hannover (M)     | 14  | 8  | 3 | 3  | 047:380 | 1,24  | 19:90  |
| 3.  | VfB Braunschweig            | 14  | 7  | 3 | 4  | 042:380 | 1,11  | 17:11  |
| 4.  | FSV Sport Rot-Weiß Hannover | 14  | 8  | 0 | 6  | 056:480 | 1,17  | 16:12  |
| 5.  | BV Werder Hannover          | 14  | 6  | 3 | 5  | 044:460 | 0,96  | 15:13  |
| 6.  | Borussia Hannover (N)       | 14  | 5  | 1 | 8  | 037:440 | 0,84  | 11:17  |
| 7.  | Leu Braunschweig            | 14  | 2  | 2 | 10 | 032:450 | 0,71  | 06:22  |
| 8.  | SpVgg Hildesheim 07         | 14  | 2  | 1 | 11 | 026:380 | 0,68  | 05:23  |

| (M) | Titelverteidiger Südhannover-Braunschweig |
| (N) | Aufsteiger                                |

### Staffel 2
| Pl. | Verein                      | Sp. | S  | U | N | Tore    | Quote | Punkte |
| --- | --------------------------- | --- | -- | - | - | ------- | ----- | ------ |
| 1.  | Eintracht Braunschweig      | 14  | 13 | 1 | 0 | 076:120 | 6,33  | 27:10  |
| 2.  | Eintracht Hannover          | 14  | 9  | 1 | 4 | 041:270 | 1,52  | 19:90  |
| 3.  | Hannoverscher SC 02         | 14  | 4  | 4 | 6 | 028:300 | 0,93  | 12:16  |
| 4.  | VfB Peine                   | 13  | 5  | 2 | 6 | 029:330 | 0,88  | 12:14  |
| 5.  | FC Concordia Hildesheim (N) | 13  | 5  | 2 | 6 | 034:460 | 0,74  | 12:14  |
| 6.  | SV Linden 07                | 14  | 2  | 6 | 6 | 023:340 | 0,68  | 10:18  |
| 7.  | VfL Helmstedt               | 14  | 3  | 3 | 8 | 023:490 | 0,47  | 09:19  |
| 8.  | Niedersachsen Hannover      | 14  | 2  | 5 | 7 | 014:370 | 0,38  | 09:19  |

| (N) | Aufsteiger |

Entscheidungsspiel Platz 7:
|               | Ergebnis |                        |
| ------------- | -------- | ---------------------- |
| VfL Helmstedt | 3:2      | Niedersachsen Hannover |

### Finalspiel Südhannover-Braunschweig
|                                | Ergebnis |                                           |
| ------------------------------ | -------- | ----------------------------------------- |
| Hannover 96 (Sieger Staffel 1) | 2:0      | Eintracht Braunschweig (Sieger Staffel 2) |

## Bezirksliga Weser-Jade
Die Bezirksliga Weser-Jade wurde in dieser Spielzeit erneut in den Staffeln Weser und Jade ausgespielt. Die beiden Staffelsieger qualifizierten sich für die norddeutsche Endrunde, ermittelten in einem Finale aber noch zusätzlich den Bezirksmeister Weser-Jade.

### Staffel Weser
| Pl. | Verein                 | Sp. | S | U | N | Tore    | Quote | Punkte |
| --- | ---------------------- | --- | - | - | - | ------- | ----- | ------ |
| 1.  | SV Werder Bremen       | 12  | 9 | 0 | 3 | 066:310 | 2,13  | 18:60  |
| 2.  | SV Frisia Oldenburg    | 12  | 7 | 2 | 3 | 030:270 | 1,11  | 16:80  |
| 3.  | FV 1900 Woltmershausen | 12  | 6 | 1 | 5 | 034:300 | 1,13  | 13:11  |
| 4.  | FC Stern Bremen        | 12  | 5 | 1 | 6 | 028:310 | 0,90  | 11:13  |
| 5.  | VfB Oldenburg          | 12  | 5 | 0 | 7 | 028:320 | 0,88  | 10:14  |
| 6.  | Bremer BV Union        | 12  | 4 | 2 | 6 | 023:360 | 0,64  | 10:14  |
| 7.  | Geestemünder SC        | 12  | 2 | 2 | 8 | 021:430 | 0,49  | 06:18  |

### Staffel Jade
| Pl. | Verein                | Sp. | S | U | N | Tore    | Quote | Punkte |
| --- | --------------------- | --- | - | - | - | ------- | ----- | ------ |
| 1.  | VfB Komet Bremen      | 12  | 8 | 2 | 2 | 051:170 | 3,00  | 18:60  |
| 2.  | Bremer SV (M)         | 12  | 7 | 2 | 3 | 044:180 | 2,44  | 16:80  |
| 3.  | ABTS Bremen           | 12  | 6 | 2 | 4 | 043:300 | 1,43  | 14:10  |
| 4.  | Wilhelmshavener SV 06 | 12  | 6 | 1 | 5 | 031:320 | 0,97  | 13:11  |
| 5.  | Frisia Wilhelmshaven  | 12  | 4 | 1 | 7 | 021:490 | 0,43  | 09:15  |
| 6.  | SC 1909 Hemelingen a  | 12  | 3 | 1 | 8 | 022:350 | 0,63  | 07:17  |
| 7.  | VfL Rüstringen (N)    | 12  | 3 | 1 | 8 | 018:490 | 0,37  | 07:17  |

| (M) | Titelverteidiger Weser-Jade |
| (N) | Aufsteiger                  |

Entscheidungsspiel Platz 6:
|               | Ergebnis |                |
| ------------- | -------- | -------------- |
| SC Hemelingen | 7:1      | VfL Rüstringen |

### Finale Weser-Jade
|                                        | Gesamt |                                         | Hinspiel | Rückspiel |
| -------------------------------------- | ------ | --------------------------------------- | -------- | --------- |
| VfB Komet Bremen (Sieger Staffel Jade) | 11:3   | SV Werder Bremen (Sieger Staffel Weser) | 8:3      | 3:0       |

## Endrunde um die norddeutsche Fußballmeisterschaft
Die Endrunde um die norddeutsche Fußballmeisterschaft fand erneut zuerst im K.-o.-System statt. Nach der Qualifikation trafen die siegreichen Mannschaften im Rundenturnier in einer Einfachrunde aufeinander, um den norddeutschen Fußballmeister zu ermitteln. Die Verlierer der Qualifikation spielten ebenfalls eine Einfachrunde, der Sieger dieser Runde traf in einem Play-off-Spiel auf den Zweitplatzierten der Siegerrunde um den zweiten norddeutschen Teilnehmer an der deutschen Fußballmeisterschaft zu ermitteln.

### Qualifikation
Gespielt wurde am 13. März 1927.
|                                                         | Ergebnis |                                                                      |
| ------------------------------------------------------- | -------- | -------------------------------------------------------------------- |
| Hannover 96 (Meister Bezirk Südhannover-Braunschweig)   | 1:0      | VfB Komet Bremen (Meister Bezirk Weser-Jade)                         |
| FVgg Kilia Kiel (Vizemeister Bezirk Schleswig-Holstein) | 4:2      | Altona 93 (Vizemeister Bezirk Groß-Hamburg)                          |
| Lübecker BV Phönix (Meister Bezirk Lübeck-Mecklenburg)  | 3:1      | Eintracht Braunschweig (Vizemeister Bezirk Südhannover-Braunschweig) |
| Viktoria Wilhelmsburg (Meister Bezirk Nordhannover)     | 0:6      | Holstein Kiel (Meister Bezirk Schleswig-Holstein)                    |
| SV Werder Bremen (Vizemeister Bezirk Weser-Jade)        | 1:4      | Hamburger SV (Meister Bezirk Groß-Hamburg)                           |

### Siegerstaffel
| Pl. | Verein             | Sp. | S | U | N | Tore    | Quote | Punkte |
| --- | ------------------ | --- | - | - | - | ------- | ----- | ------ |
| 1.  | Holstein Kiel (NM) | 4   | 3 | 1 | 0 | 007:200 | 3,50  | 07:10  |
| 2.  | Hamburger SV       | 4   | 3 | 0 | 1 | 019:300 | 6,33  | 06:20  |
| 3.  | Lübecker BV Phönix | 4   | 1 | 2 | 1 | 014:160 | 0,88  | 04:40  |
| 4.  | FVgg Kilia Kiel    | 4   | 1 | 0 | 3 | 007:170 | 0,41  | 02:60  |
| 5.  | Hannover 96        | 4   | 0 | 1 | 3 | 007:160 | 0,44  | 01:70  |

| (NM) | norddeutscher Titelverteidiger |

### Verliererstaffel
| Pl. | Verein                 | Sp. | S | U | N | Tore    | Quote | Punkte |
| --- | ---------------------- | --- | - | - | - | ------- | ----- | ------ |
| 1.  | Altona 93              | 4   | 4 | 0 | 0 | 015:400 | 3,75  | 08:0   |
| 2.  | Viktoria Wilhelmsburg  | 4   | 2 | 0 | 2 | 015:900 | 1,67  | 04:40  |
| 3.  | Eintracht Braunschweig | 4   | 1 | 1 | 2 | 008:110 | 0,73  | 03:50  |
| 4.  | VfB Komet Bremen       | 4   | 1 | 1 | 2 | 008:120 | 0,67  | 03:50  |
| 5.  | SV Werder Bremen       | 4   | 1 | 0 | 3 | 004:140 | 0,29  | 02:60  |

### Entscheidungsspiel zweiter Teilnehmer
| Datum       |                                               | Ergebnis |                                              |
| ----------- | --------------------------------------------- | -------- | -------------------------------------------- |
| 1. Mai 1927 | Hamburger SV (Zweitplatzierter Siegerstaffel) | 4:0      | Altona 93 (Erstplatzierter Verliererstaffel) |